# Final de la Liga de Campeones de la UEFA 2019-20
La final de la Liga de Campeones de la UEFA 2019-20, se disputó el día 23 de agosto de 2020 en el Estádio da Luz de Lisboa, Portugal.
La final estaba programada originalmente para jugarse en el Estadio Olímpico Atatürk en Estambul, Turquía, el 30 de mayo de 2020. Sin embargo, la UEFA anunció el 23 de marzo de 2020 que la final se posponía debido a la Pandemia por COVID-19. El 17 de junio de 2020, el Comité Ejecutivo de la UEFA decidió trasladar la final a Lisboa. Fue la primera final de la Copa de Europa/Liga de Campeones que se jugó en domingo, y la primera desde 2009 que no se jugó en sábado. También fue la primera final de la competición que se jugó después de junio.
Tampoco hubo artistas que abrieran la final debido a la Pandemia de COVID-19

## Finalistas
En negrita, las finales ganadas.
| Equipos             | Finales jugadas anteriormente                                                             |
| ------------------- | ----------------------------------------------------------------------------------------- |
| París Saint-Germain | Ninguna                                                                                   |
| Bayern Múnich       | 1973-74, 1974-75, 1975-76, 1981-82, 1986-87 1998-99, 2000-01, 2009-10, 2011-12 y 2012-13. |

## Sede
La final estaba originalmente programada para jugarse en el Estadio Olímpico Atatürk en Estambul, Turquía, el 30 de mayo de 2020. Sin embargo, la UEFA anunció el 23 de marzo de 2020 que la final se pospondría debido a la pandemia de COVID-19. El 17 de junio de 2020, el Comité Ejecutivo de la UEFA decidió trasladar la final a Lisboa como parte de un "final eight" que consistía en eliminatorias de un solo partido disputadas en dos estadios de la ciudad.
El Comité Ejecutivo de la UEFA eligió el Estádio da Luz, oficialmente conocido como Estádio do Sport Lisboa e Benfica, en Lisboa como sede de la final en su reunión del 17 de junio de 2020. Esta es la segunda final de la Liga de Campeones de la UEFA que se celebra en el estadio; El primero fue en 2014, cuando el Real Madrid consiguió su décimo título al vencer al Atlético de Madrid por 4-1 en la primera final entre equipos de la misma ciudad.
| Portugal                     |                |                |                |
| Ciudad                       | Estadio        |                |                |
| Lisboa                       | Estádio da Luz | Estádio da Luz | Estádio da Luz |
|                              |                |                |                |
| 65 592 espectadores          |                |                |                |
| Final Liga de Campeones 2020 |                |                |                |

## Partidos de clasificación para la Final
| Grupo A             | Pts. | PJ | PG | PE | PP | GF | GC | Dif |
| ------------------- | ---- | -- | -- | -- | -- | -- | -- | --- |
| París Saint-Germain | 16   | 6  | 5  | 1  | 0  | 17 | 2  | 15  |
| Real Madrid         | 11   | 6  | 3  | 2  | 1  | 14 | 8  | 6   |
| Club Brujas         | 3    | 6  | 0  | 3  | 3  | 4  | 12 | -8  |
| Galatasaray         | 2    | 6  | 0  | 2  | 4  | 1  | 14 | -13 |

| Grupo B           | Pts. | PJ | PG | PE | PP | GF | GC | Dif |
| ----------------- | ---- | -- | -- | -- | -- | -- | -- | --- |
| Bayern Múnich     | 18   | 6  | 6  | 0  | 0  | 24 | 5  | 19  |
| Tottenham Hotspur | 10   | 6  | 3  | 1  | 2  | 18 | 14 | 4   |
| Olympiacos        | 4    | 6  | 1  | 1  | 4  | 8  | 14 | -6  |
| Estrella Roja     | 3    | 6  | 1  | 0  | 5  | 3  | 20 | -17 |

## Partido

### Ficha
| 1     | POR   | Keylor Navas     |     |
| 4     | DEF   | Thilo Kehrer     |     |
| 2     | DEF   | Thiago Silva     |     |
| 3     | DEF   | Presnel Kimpembe |     |
| 14    | DEF   | Juan Bernat      | 80' |
| 21    | MED   | Ander Herrera    | 72' |
| 5     | MED   | Marquinhos       |     |
| 8     | MED   | Leandro Paredes  | 65' |
| 11    | DEL   | Ángel Di María   | 80' |
| 10    | DEL   | Neymar           |     |
| 7     | DEL   | Kylian Mbappé    |     |
| D. T. | D. T. | Thomas Tuchel    |     |

| 1     | POR   | Manuel Neuer       |     |
| 32    | DEF   | Joshua Kimmich     |     |
| 17    | DEF   | Jérôme Boateng     | 25' |
| 27    | DEF   | David Alaba        |     |
| 19    | DEF   | Alphonso Davies    |     |
| 18    | MED   | Leon Goretzka      |     |
| 6     | MED   | Thiago             | 86' |
| 22    | MED   | Serge Gnabry       | 68' |
| 29    | MED   | Kingsley Coman     | 68' |
| 25    | MED   | Thomas Müller      |     |
| 9     | DEL   | Robert Lewandowski |     |
| D. T. | D. T. | Hans-Dieter Flick  |     |

| 6  | MED | Marco Verratti           | 65' |
| 23 | MED | Julian Draxler           | 72' |
| 20 | DEF | Layvin Kurzawa           | 80' |
| 17 | DEL | Eric Maxim Choupo-Moting | 80' |

| 4  | DEF | Niklas Süle       | 25' |
| 14 | MED | Ivan Perišić      | 68' |
| 10 | MED | Philippe Coutinho | 68' |
| 24 | MED | Corentin Tolisso  | 86' |

| 59' | Kingsley Coman | 0:1 |

| 52' · 81' · 83' · 85' | Leandro Paredes Neymar Thiago Silva Layvin Kurzawa |

| 28' · 52' · 56' · 90+4' | Alphonso Davies Serge Gnabry Niklas Süle Thomas Müller |

| Principal  | Daniele Orsato        |
| Asistentes | Lorenzo Manganelli    |
|            | Alessandro Giallatini |
| Cuarto     | Ovidiu Hațegan        |
| Quinto     | Alejandro Hernández   |

| VAR            | Massimiliano Irrati            |
| Asistentes VAR | Marco Guida                    |
|                | Roberto Díaz Pérez del Palomar |

|                    |     |     |
| Tiros              | 10  | 12  |
| Tiros a puerta     | 3   | 2   |
| Faltas             | 16  | 22  |
| Saques de esquina  | 4   | 4   |
| Penaltis           | 0   | 0   |
| Fueras de juego    | 2   | 1   |
| Posesión del balón | 38% | 62% |

| Alineación inicial |

| 1     | POR   | Keylor Navas     |     |
| 4     | DEF   | Thilo Kehrer     |     |
| 2     | DEF   | Thiago Silva     |     |
| 3     | DEF   | Presnel Kimpembe |     |
| 14    | DEF   | Juan Bernat      | 80' |
| 21    | MED   | Ander Herrera    | 72' |
| 5     | MED   | Marquinhos       |     |
| 8     | MED   | Leandro Paredes  | 65' |
| 11    | DEL   | Ángel Di María   | 80' |
| 10    | DEL   | Neymar           |     |
| 7     | DEL   | Kylian Mbappé    |     |
| D. T. | D. T. | Thomas Tuchel    |     |

| 1     | POR   | Manuel Neuer       |     |
| 32    | DEF   | Joshua Kimmich     |     |
| 17    | DEF   | Jérôme Boateng     | 25' |
| 27    | DEF   | David Alaba        |     |
| 19    | DEF   | Alphonso Davies    |     |
| 18    | MED   | Leon Goretzka      |     |
| 6     | MED   | Thiago             | 86' |
| 22    | MED   | Serge Gnabry       | 68' |
| 29    | MED   | Kingsley Coman     | 68' |
| 25    | MED   | Thomas Müller      |     |
| 9     | DEL   | Robert Lewandowski |     |
| D. T. | D. T. | Hans-Dieter Flick  |     |

| 6  | MED | Marco Verratti           | 65' |
| 23 | MED | Julian Draxler           | 72' |
| 20 | DEF | Layvin Kurzawa           | 80' |
| 17 | DEL | Eric Maxim Choupo-Moting | 80' |

| 4  | DEF | Niklas Süle       | 25' |
| 14 | MED | Ivan Perišić      | 68' |
| 10 | MED | Philippe Coutinho | 68' |
| 24 | MED | Corentin Tolisso  | 86' |

| 59' | Kingsley Coman | 0:1 |

| 52' · 81' · 83' · 85' | Leandro Paredes Neymar Thiago Silva Layvin Kurzawa |

| 28' · 52' · 56' · 90+4' | Alphonso Davies Serge Gnabry Niklas Süle Thomas Müller |

| Principal  | Daniele Orsato        |
| Asistentes | Lorenzo Manganelli    |
|            | Alessandro Giallatini |
| Cuarto     | Ovidiu Hațegan        |
| Quinto     | Alejandro Hernández   |

| VAR            | Massimiliano Irrati            |
| Asistentes VAR | Marco Guida                    |
|                | Roberto Díaz Pérez del Palomar |

|                    |     |     |
| Tiros              | 10  | 12  |
| Tiros a puerta     | 3   | 2   |
| Faltas             | 16  | 22  |
| Saques de esquina  | 4   | 4   |
| Penaltis           | 0   | 0   |
| Fueras de juego    | 2   | 1   |
| Posesión del balón | 38% | 62% |

| Alineación inicial |

| 1     | POR   | Keylor Navas     |     |
| 4     | DEF   | Thilo Kehrer     |     |
| 2     | DEF   | Thiago Silva     |     |
| 3     | DEF   | Presnel Kimpembe |     |
| 14    | DEF   | Juan Bernat      | 80' |
| 21    | MED   | Ander Herrera    | 72' |
| 5     | MED   | Marquinhos       |     |
| 8     | MED   | Leandro Paredes  | 65' |
| 11    | DEL   | Ángel Di María   | 80' |
| 10    | DEL   | Neymar           |     |
| 7     | DEL   | Kylian Mbappé    |     |
| D. T. | D. T. | Thomas Tuchel    |     |

| 1     | POR   | Manuel Neuer       |     |
| 32    | DEF   | Joshua Kimmich     |     |
| 17    | DEF   | Jérôme Boateng     | 25' |
| 27    | DEF   | David Alaba        |     |
| 19    | DEF   | Alphonso Davies    |     |
| 18    | MED   | Leon Goretzka      |     |
| 6     | MED   | Thiago             | 86' |
| 22    | MED   | Serge Gnabry       | 68' |
| 29    | MED   | Kingsley Coman     | 68' |
| 25    | MED   | Thomas Müller      |     |
| 9     | DEL   | Robert Lewandowski |     |
| D. T. | D. T. | Hans-Dieter Flick  |     |

| 6  | MED | Marco Verratti           | 65' |
| 23 | MED | Julian Draxler           | 72' |
| 20 | DEF | Layvin Kurzawa           | 80' |
| 17 | DEL | Eric Maxim Choupo-Moting | 80' |

| 4  | DEF | Niklas Süle       | 25' |
| 14 | MED | Ivan Perišić      | 68' |
| 10 | MED | Philippe Coutinho | 68' |
| 24 | MED | Corentin Tolisso  | 86' |

| 59' | Kingsley Coman | 0:1 |

| 52' · 81' · 83' · 85' | Leandro Paredes Neymar Thiago Silva Layvin Kurzawa |

| 28' · 52' · 56' · 90+4' | Alphonso Davies Serge Gnabry Niklas Süle Thomas Müller |

| Principal  | Daniele Orsato        |
| Asistentes | Lorenzo Manganelli    |
|            | Alessandro Giallatini |
| Cuarto     | Ovidiu Hațegan        |
| Quinto     | Alejandro Hernández   |

| VAR            | Massimiliano Irrati            |
| Asistentes VAR | Marco Guida                    |
|                | Roberto Díaz Pérez del Palomar |

|                    |     |     |
| Tiros              | 10  | 12  |
| Tiros a puerta     | 3   | 2   |
| Faltas             | 16  | 22  |
| Saques de esquina  | 4   | 4   |
| Penaltis           | 0   | 0   |
| Fueras de juego    | 2   | 1   |
| Posesión del balón | 38% | 62% |

| Alineación inicial |

| 1     | POR   | Keylor Navas     |     |
| 4     | DEF   | Thilo Kehrer     |     |
| 2     | DEF   | Thiago Silva     |     |
| 3     | DEF   | Presnel Kimpembe |     |
| 14    | DEF   | Juan Bernat      | 80' |
| 21    | MED   | Ander Herrera    | 72' |
| 5     | MED   | Marquinhos       |     |
| 8     | MED   | Leandro Paredes  | 65' |
| 11    | DEL   | Ángel Di María   | 80' |
| 10    | DEL   | Neymar           |     |
| 7     | DEL   | Kylian Mbappé    |     |
| D. T. | D. T. | Thomas Tuchel    |     |

| 1     | POR   | Manuel Neuer       |     |
| 32    | DEF   | Joshua Kimmich     |     |
| 17    | DEF   | Jérôme Boateng     | 25' |
| 27    | DEF   | David Alaba        |     |
| 19    | DEF   | Alphonso Davies    |     |
| 18    | MED   | Leon Goretzka      |     |
| 6     | MED   | Thiago             | 86' |
| 22    | MED   | Serge Gnabry       | 68' |
| 29    | MED   | Kingsley Coman     | 68' |
| 25    | MED   | Thomas Müller      |     |
| 9     | DEL   | Robert Lewandowski |     |
| D. T. | D. T. | Hans-Dieter Flick  |     |

| 6  | MED | Marco Verratti           | 65' |
| 23 | MED | Julian Draxler           | 72' |
| 20 | DEF | Layvin Kurzawa           | 80' |
| 17 | DEL | Eric Maxim Choupo-Moting | 80' |

| 4  | DEF | Niklas Süle       | 25' |
| 14 | MED | Ivan Perišić      | 68' |
| 10 | MED | Philippe Coutinho | 68' |
| 24 | MED | Corentin Tolisso  | 86' |

| 59' | Kingsley Coman | 0:1 |

| 52' · 81' · 83' · 85' | Leandro Paredes Neymar Thiago Silva Layvin Kurzawa |

| 28' · 52' · 56' · 90+4' | Alphonso Davies Serge Gnabry Niklas Süle Thomas Müller |

| Principal  | Daniele Orsato        |
| Asistentes | Lorenzo Manganelli    |
|            | Alessandro Giallatini |
| Cuarto     | Ovidiu Hațegan        |
| Quinto     | Alejandro Hernández   |

| VAR            | Massimiliano Irrati            |
| Asistentes VAR | Marco Guida                    |
|                | Roberto Díaz Pérez del Palomar |

|                    |     |     |
| Tiros              | 10  | 12  |
| Tiros a puerta     | 3   | 2   |
| Faltas             | 16  | 22  |
| Saques de esquina  | 4   | 4   |
| Penaltis           | 0   | 0   |
| Fueras de juego    | 2   | 1   |
| Posesión del balón | 38% | 62% |

| Alineación inicial |

|                                  |
| Bandera de Alemania              |
| Campeón Bayern Múnich 6.º título |